# Bewegungspartei
Als Bewegungspartei bezeichnet man in der Politikwissenschaft einen eigenständigen Parteityp, der in Abgrenzung zu anderen Parteitypen (wie etwa der Catch-all-Partei) unterschiedlich definiert wird. In der Regel ist den wissenschaftlichen Definitionen der Bewegungspartei jedoch eine besondere Fokussierung sozialer Bewegungen gemeinsam.

## Hintergrund
Laut dem Soziologen Dieter Rucht haben alle Parteien ihre Ursprünge in sozialen Bewegungen, insofern Bewegungen die „gesellschaftlich relevanten Träger eines [...] abweichenden Verhaltens waren und sind“. Somit sind politische Parteien Rucht zufolge ganz grundsätzlich als „Produkte sozialer Bewegungen“ anzusehen. Auch der Politikwissenschaftler Uwe Jun betont, dass „die Entstehung moderner Massenparteien auf den Integrations- und Repräsentationsgedanken sozialer Bewegungen“ zurückzuführen ist. Beide Wissenschaftler verweisen in diesem Zusammenhang auf die Ursprünge der sozialdemokratischen und sozialistischen Parteien in der Arbeiterbewegung des 19. Jahrhunderts.

## Entwicklung der Theorie
Als abgrenzende Bezeichnung für einen bestimmten Parteityp geht der Begriff der Bewegungspartei in Deutschland auf die Gründung der Grünen Anfang der 1980er Jahre zurück. Die theoretische Fundierung des Ansatzes basiert hier vor allem auf den richtungsweisenden und voneinander unabhängigen Arbeiten von Dieter Rucht und dem Politikwissenschaftler Joachim Raschke.
Dieter Rucht definiert den Begriff der Bewegungspartei zunächst wie folgt:  
„Insofern eine Partei auf längere Sicht in eine Bewegung eingebunden ist, grundlegende Ziele der Bewegung bzw. einer ihrer Kampagnen teilt und sich auch an entsprechenden Protesten beteiligt, kann diese Partei als eine Bewegungspartei gelten“. 
Ausgehend von dieser grundlegenden Begriffsbestimmung entwickelt Rucht eine weiterführende Typologie, die das Verhältnis von Bewegungen und Parteien anhand von vier idealtypischen Modellvorstellungen ausdifferenziert.
Dem sogenannten „Stufenmodell“ zufolge gehen Parteigründungen langfristig mit der Verdrängung der sie konstituierenden Bewegungen einher. Das Stufenmodell korrespondiert beispielsweise mit dem Ehernen Gesetz der Oligarchie von Robert Michels. Demnach bilden Parteien über kurz oder lang Bürokratien und in der Folge Machteliten heraus. Laut dem „Schöpfquelle-Modell“ ist „ein produktives Zusammenspiel von Bewegung und Partei“ dagegen zumindest zeitlich begrenzt möglich. Das „Avantgarde-Modell“ wiederum begreift die Parteiorganisation als führend gegenüber der im Wesentlichen passiven Bewegung. Es ergeben sich Berührungspunkte zu Lenin und seiner Schrift Was tun?, welche das Selbstverständnis sozialistischer Parteien als sogenannte Avantgarde des Proletariats entscheidend mitprägte. Im diametralen Gegensatz dazu steht das „Sprachrohrmodell“. Dieses ordnet die Partei der Bewegung unter, insofern der Partei die komplementäre Rolle zukommt, „den Wirkungsgrad der Bewegung zu erweitern“. Laut Dieter Rucht nahmen vor allem Die Grünen in ihren Anfangsjahren das Sprachrohrmodell für sich in Anspruch.

Der Politikwissenschaftler Joachim Raschke versteht die Bewegungspartei analog zu anderen Parteitypen wie beispielsweise der Klassenpartei oder Interessenpartei: „So wie es Klassen- oder Interessenparteien gibt, drückt das Beiwort ‚Bewegung‘ einen (oder den) zentralen Bezugspunkt dieses Parteityps aus“. Die Bewegungspartei definiert er vor diesem Hintergrund wie folgt:
„Eine Bewegungspartei ist personell, möglicherweise auch organisatorisch mit korrespondierenden Bewegungen verflochten und interessenpolitisch wie legitimatorisch und in ihrer Mobilisierung besonders auf diese bezogen“.
Eine deutliche Erweiterung des Begriffes nimmt Gudrun Heinrich vor. Die Politikwissenschaftlerin bezeichnet die NPD als eine funktionale Bewegungspartei, die mit der rechtsextremen Bewegung „durch die gemeinsame Zielsetzung und gemeinsame Praxis verbunden ist“.

## Beispiele
Das Konzept der Bewegungspartei wurde vor allem in Auseinandersetzung mit der Partei Die Grünen in den 1980er Jahren entwickelt. Bis heute wurde es darüber hinaus auf eine Vielzahl weiterer Parteien in Deutschland bezogen, so beispielsweise in jüngerer Vergangenheit auf die Piratenpartei, die neonazistische Kleinpartei Die Rechte oder die AfD. Die europaweiten Wahlerfolge von Parteien wie Movimento 5 Stelle, Podemos oder La République en Marche haben die wissenschaftliche Bedeutung und öffentliche Prominenz des Ansatzes noch einmal bedeutend gesteigert.

## Kritik
Modernen Bewegungsparteien wird häufig eine Tendenz zum Personenkult und zur Zentralisierung bei gleichzeitigem Demokratiedefizit vorgeworfen. So urteilt beispielsweise die deutsche Historikerin Karin Priester bezogen auf La République en Marche und La France insoumise: „Der vermeintlich demokratische Abbau von Hierarchie führt strukturell zu größerer Zentralisation und Machtkonzentration in der Hand eines Führers oder einer Avantgarde“. Ganz ähnlich äußert sich auch Uwe Jun, der zu dem Schluss kommt:
„Bei den jüngeren Bewegungsparteien zeigt sich jedoch häufig ein eindeutiger Trend zugunsten von Führungspersönlichkeiten. Entgegen den Verheißungen von Hierarchieabbau und mehr Partizipation sind Bewegungsparteien nach bisheriger Forschung eher als solche mit zentralisierter Führung einzustufen“.
In einer im Ballhaus Watzke (Dresden) vor Mitgliedern der Jungen Alternativen am 17. Dezember 2017 gehaltenen Rede forderte Björn Höcke für die AfD den „Weg einer fundamentaloppositionellen Bewegungspartei“, was auf breite öffentliche Resonanz und Kritik stieß. So wies beispielsweise der Soziologe Andreas Kemper  in einer Analyse der betreffenden Rede darauf hin, dass bereits Adolf Hitler bezüglich der NSDAP von der „Partei der Bewegung“ gesprochen hatte.